# Raffinerie d'Adrar
La raffinerie d'Adrar est une raffinerie de pétrole située à Sebaa en Algérie. Elle a été construite en 2007. Située dans la localité de Sebaa à 50 km du chef-lieu de la wilaya d'Adrar.

## Présentation
Cette raffinerie est opérationnelle depuis le mois de mai 2007 et dispose d'une capacité de production de 600 000 tonnes par an. Exploitée par la société China National Petroleum Corporation, une entreprise publique appartenant à l'État chinois.
C'est la première fois en Algérie qu'une société étrangère est associée dans tel projet. Les produits pétroliers raffinés issus de la raffinerie d'Adrar sont commercialisés par la société mixte sino-algérienne Naftachin, un fruit du partenariat entre la société algérienne Naftal et la société chinoise Soralchin.

## Historique
La construction de la  raffinerie d'Adrar a été programmée dans le cadre du plan quinquennal d'investissement pour la période 2001-2005, afin de renforcer les capacités de raffinage du pays.
Les travaux de réalisation ont été lancés en juin 2004 et la raffinerie est entrée en exploitation le mois de mai de l'année 2007.
La construction du complexe a été confiée à la société chinoise China National Petroleum Corporation pour un coût global de 167 millions de dollars. 

## Produits
La raffinerie d'Adrar produit:
- Le gaz butane.
- Le gaz propane.
- L'essence normale.
- L'essence super.
- L'essence sans plomb.
- Le gazole.
- le kérosène.